# Kundratice (Hlinná)
Kundratice (německy Kundratitz) jsou vesnice (410–510 m n. m.) v Českém středohoří mezi jižním svahem Varhoště a skalnatým hřebenem Lysé hory. Dnes je místní částí obce Hlinná.

## Historie

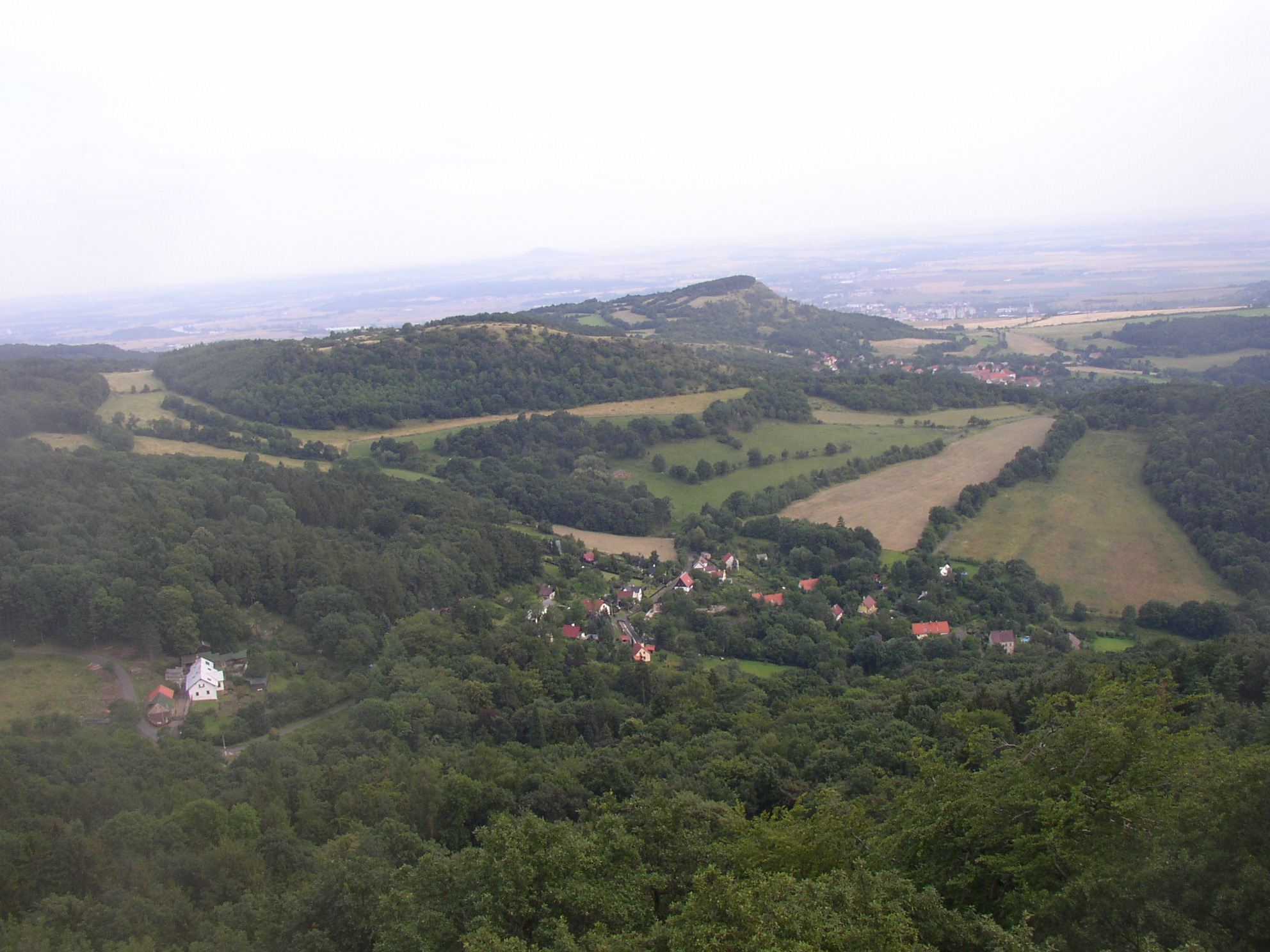
Kundratice (v popředí) pohledem z Varhoště; na obzoru se ostře rýsuje vrch Hradiště a u jeho úpatí vpravo leží ves Hlinná.

Nejstarší záznamy pocházejí z roku 1387, kdy ves patřila vyšehradské kapitule. Za husitských válek přešel majetek na pány z Roupova. V polovině 19. století se stala klimatickým výletním střediskem, vzdušnými lázněmi. Kromě lesní vily zde byl i hotel a penzion Henrietta. Po odsunu německého obyvatelstva v roce 1945 se již nepodařilo ves znovu osídlit a řada budov zchátrala. Lesní kaple Panny Marie, z roku 1906, se nedochovala.

## Současnost
Ve vsi jsou stále patrné projevy původních patrových domů, mezi ně patří vily Jindřiška v tzv. horském stylu z roku 1867 a také vila Julia Lipperta (z roku 1884), bývalého německého historika a politika. Ve vsi se dochovaly také hrázděné a roubené stavby, jakož i prosté přízemní domky a pozdně empírová hájovna. Všechny tyto stavby zachovávají regionální rekreační ráz vísky. Dnes zvolna, ale vytrvale převládá vlna příměstského rekreačního stavitelství, které nastalo s rozmachem módní vlny chalupářství a díky automobilismu je dnes ves dostupná i z blízkých Litoměřic a je vyhledávaným cílem chalupářů, rekreantů a turistů. Na jižní straně vísky vznikl rozsáhlý pastevní areál pro ovce.

## Obyvatelstvo
|                                                                 | 1869 | 1880 | 1890 | 1900 | 1910 | 1921 | 1930 | 1950 | 1961 | 1970 | 1980 | 1991 | 2001 | 2011 |
| --------------------------------------------------------------- | ---- | ---- | ---- | ---- | ---- | ---- | ---- | ---- | ---- | ---- | ---- | ---- | ---- | ---- |
| Obyvatelé                                                       | 162  | 156  | 154  | 133  | 139  | 125  | 130  | 46   | 23   | 10   | 5    | 5    | 5    | 12   |
| Domy                                                            | 33   | 35   | 33   | 34   | 33   | 32   | 31   | 21   | .    | 5    | 2    | 13   | 18   | 18   |
| Počet domů z roku 1961 je zahrnut v domech místní části Hlinná. |      |      |      |      |      |      |      |      |      |      |      |      |      |      |

## Okolí
Nad vsi se nachází hora Varhošť (639 m n. m.) se stejnojmennou rozhlednou, která je hojně navštěvována zejména v době, kdy Slunce zapadá nad masivem Českého středohoří. Z ocelové věže rozhledny, zřízené roku 1972 na kamenném základě původní věže dřevěné, je vidět panoramatický pohled na České středohoří, v němž lze 7× spatřit hladinu řeky Labe.[zdroj⁠?!]